# ميا ناروسي
ميا ناروسي (باليابانية: 成瀬未亜؛ بالكانا: なるせ みあ) هي مؤدية صوت يابانية، ولدت في 1978 في طوكيو في اليابان.

## وصلات خارجية
- ميا ناروسي على موقع ميوزك برينز (الإنجليزية)
- ميا ناروسي على موقع ANN person (الإنجليزية)